# Ética a Nicômaco
A Ética a Nicômaco (português brasileiro) ou Ética a Nicómaco (português europeu) (em grego: Ἠθικὰ Νικομάχεια transl. Ēthicà Nicomáche latim: Ethica Nicomachea) é a principal obra de Aristóteles sobre Ética. Nela é exposta a sua concepção teleológica e eudaimonista de racionalidade prática, a sua concepção da virtude como mediania e as suas considerações acerca do papel do hábito e da prudência.
Em Aristóteles, toda racionalidade prática é teleológica, quer dizer, orientada para um fim (ou um bem, como está no texto). À Ética cabe determinar  a finalidade suprema (o summum bonum), que preside e justifica todas as demais, e qual a maneira de alcançá-la. Essa finalidade suprema é a felicidade (eudaimonia), que não consiste nem nos prazeres, nem nas riquezas, nem nas honras, mas numa vida virtuosa. A virtude, por sua vez, se encontra no justo meio entre os extremos, e será encontrada por aquele dotado de prudência (phronesis) e educado pelo hábito no seu exercício.
Vale destacar aqui que a ideia de virtude, na Grécia Antiga, não é idêntica ao conceito atual, muito influenciado pelo cristianismo. Virtude tinha o sentido da excelência de cada ação, ou seja, de fazer bem feito, na justa medida, cada pequeno ato (além disso os valores da altura e local em que ele escreveu tal obra eram bem diferentes dos leitores atuais; a palavra bem ou mal por exemplo apresenta significados totalmente opostos).

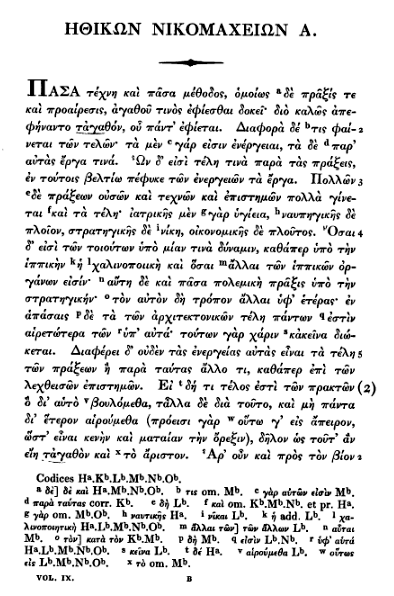
Primeira página da edição Bekker de 1837

## Conceito de justiça
O desenvolvimento do tema da justiça na teoria de Aristóteles, discípulo de Platão, tem sede no campo ético, ou seja, no campo de um saber que vem definido em sua teoria como saber prático. É da reunião das opiniões dos sábios, dentro de uma visão de todo o problema que surgiu uma concepção propriamente aristotélica.
O mestre do Liceu tratou também a justiça entendendo-a como virtude, assemelhada a todas as demais tratadas no curso. A justiça, assim definida como virtude, torna-se o foco das atenções de um ramo do conhecimento humano que se dedica ao estudo próprio do comportamento humano; à ciência prática, intitulada ética, cumpre investigar e definir o que é o justo e o injusto, o que é ser temperante e o que é ser corajoso, o que é ser jactante, etc.
Somente a educação ética (ética significa hábito em grego), ou seja, a criação do hábito do comportamento ético, o que se faz com a prática à conduta diuturna do que é deliberado pela reta razão à esfera das ações humanas, pode construir um comportamento virtuoso, ou seja, um comportamento justo.
A justiça, em meio as demais virtudes, que se opõem a dois extremos, caracteriza-se por uma peculiaridade: trata-se de uma virtude à qual não se opõe dois vícios diferentes, mas um único vício, que é a injustiça. Dessa forma, o que é injusto ocupa dois polos diversos, ou seja, é ora injustiça por excesso, ora é injustiça por defeito.
Desse modo, como o homem sem lei é injusto e o cumpridor da lei é justo, evidentemente todos os atos conforme à lei são atos justos em certo sentido, pois os atos prescritos pela arte do legislador são conforme a lei, e dizemos que cada um dele é justo.
Aristóteles desenvolveu uma visão de justiça muito eficiente sobre a qual vários países do mundo elaboraram medidas de punições severas para pessoas que cometerem crimes graves na sociedade (tanto antiga quanto atual), baseadas nos métodos de justiça criados por ele.
Os métodos de justiça são:
- Justiça Geral: É a observância da lei, o respeito à legislação ou as normas convencionais instituídas pela polis. Tem como objetivo o bem comum, a felicidade individual e coletiva. A Justiça Geral é também chamada de Justiça Legal. Ressalta-se a compreensão dos gregos que consideravam o justo legal não somente sob a forma do ordenamento jurídico positivo, mas principalmente as leis não escritas, universais e não derrogáveis do direito natural.
- Justiça Particular: Tem por objetivo realizar a igualdade entre o sujeito que age e o sujeito que sofre a ação. Divide-se em Justiça Distributiva e Justiça Correlativa.
  - Justiça Distributiva: Consiste na distribuição ou repartição de bens e honrarias segundo os méritos de cada um.
  - Justiça Correlativa: Visa à correlação das transações entre os indivíduos, que podem ocorrer de modos voluntários, a exemplo dos acordos e contratos, ou de modo involuntário, como os delitos em geral. Nesta forma de justiça surge a necessidade de intervenção de uma terceira pessoa, que deve decidir sobre as relações mútuas e o eventual descumprimento de acordos ou de cláusulas contratuais. O juiz, segundo Aristóteles, passa a personificar a noção do justo. A justiça correlativa é também denominada equitadora ou sintagmática. Subdivide-se em:
    - Justiça Comutativa: Preside os contratos em geral: compra e venda, locação, empréstimo, etc. É essencialmente preventiva, já que a justiça prévia iguala as prestações  recíprocas antes mesmo de uma eventual transação.
    - Justiça Reparativa: Visa, reprimir a injustiça, a reparar ou indenizar o dano, estabelecendo, se for o caso, punições.

## Princípio da Equidade
A palavra equidade, tem origem no latim “aequitas” e quer dizer "Característica de algo ou alguém que revela senso de justiça, imparcialidade, isenção e neutralidade: duvidou da equidade das eleições.Correção no modo de agir ou de opinar; lisura; honestidade; igualdade: tratou-a com equidade.Disposição para reconhecer a imparcialidade do direito de cada indivíduo. 
Nesse sentido, Aristóteles em sua obra Ética a Nicomaco, Livro V, aborda a questão da equidade enquanto princípio norteador indispensável para a efetivação da justiça. Para o referido filósofo, “o equitativo é justo, porém não o legalmente justo, e sim uma correção da justiça legal. A razão disto é que toda lei é universal, mas a respeito de certas coisas não é possível fazer uma afirmação universal que seja correta”. 
Diante de tal raciocínio, é possível constatar que para Aristóteles, a lei não é totalmente plena, no sentido de abranger todas as situações e problemas jurídicos aos quais a sociedade possa estar sujeita, ou seja, existe uma determinada lei, entretanto, podem existir situações que não foram pensadas pelo legislador e consequentemente não estão abrangidas por esta lei, mas que também necessitam de amparo legal. Desse modo, não seria justo que tal situação ou caso fosse ignorado por uma “falha” do legislador, sendo necessário então a aplicação do princípio da equidade para permitir que aquele caso seja conhecido e apreciado quanto ao seu mérito de maneira justa, levando-se em consideração as peculiaridades do caso concreto.
Aristóteles menciona ainda que “essa é a natureza do equitativo: uma correção da lei quando ela é deficiente em razão da sua universalidade”, sendo que é justamente essa correção que torna justa a resolução do caso concreto.
Desse modo é possível depreender por meio de um raciocínio lógico que toda lei é justa, mas nem tudo que é justo é abarcado pela lei, sendo necessário então a aplicação do princípio da equidade para que aquela situação que não foi abrangida pela lei tenha seu mérito analisado de maneira justa. E é justamente por ter esse caráter corretivo e diga-se  também complementar, que para Aristóteles, o equitativo é uma espécie superior de justiça: por se amoldar as mais diversas situações existentes no mundo fático, afinal, é claro e notório que a sociedade tem uma mutação muito mais acelerada do que a legislação posta para regulá-la, até mesmo porque são as próprias mudanças da sociedade que vão embasar alterações na legislação.
Para ilustrar tal questão pode ser usado como exemplo a questão do reconhecimento da união estável entre casais homo-afetivos antes da regulamentação de tal instituto pela lei: mesmo durante o período em que tal situação não era ainda regulamentada pela lei, a mesma mostrava-se cada vez mais recorrente e presente na sociedade, entretanto, não havia uma legislação que tratasse de tal assunto especificamente, havia apenas o direito positivado quanto ao reconhecimento da união estável para casais formados por um homem e uma mulher. Logo, em que pese tais casos existissem, os mesmos não eram abarcados pela legislação à época, mas não considerava-se justo que os casais homo-afetivos ficassem sem amparo legal e deixassem de ter seus pleitos apreciados pelo Judiciário em razão de tal “omissão' do legislador. Dessa forma, quando da apreciação do mérito de tal questão pelo Judiciário, era aplicado o princípio da equidade, reconhecendo aquela união enquanto união estável, ainda que sem previsão legal específica, mas tomando como base uma lei genérica. Tal situação demonstra claramente a aplicação da equidade ao caso: Existia uma lei universal, que foi “omissa” quanto a possibilidade da ocorrência de uniões homo-afetivas, mas que não poderia obstar tais casais de terem seu direito reconhecido, até então por meio da aplicação da equidade e só posteriormente por meio de alteração legislativa específica.
Ultrapassadas todas essas conceituações, resta claramente evidenciada a imensurável importância e necessidade de tal princípio na aplicação do direito enquanto justo para uma melhor consideração dos fenômenos jurídicos. Conforme já mencionado, a sociedade está em constante mutação, e a legislação não acompanha tais mudanças no mesmo ritmo. Sendo assim, a aplicação do princípio da equidade é fundamental para tornar a apreciação dos fenômenos jurídicos justa, até que a “falha” ou “omissão” do legislador da lei universal e genérica não seja corrigida positivadamente.

## Traduções em português
- ARISTÓTELES. Ética a Nicômacos. Tradução do grego, introdução e notas de Mário da Gama Kury. Brasília: Editora da UnB, 1985; ISBN 8523000496
- ARISTÓTELES. Ética a Nicômaco. Introdução, tradução e notas de António de Castro Caeiro. São Paulo: Atlas Editora, 2009;
- ARISTÓTELES. Ética a Nicómaco. Tradução portuguesa de António de Castro Caeiro. Quetzal, 2004;
- ARISTÓTELES. Ética a Nicômaco. Tradução Edson Bini. São Paulo: Edipro, 2007.
- ARISTÓTELES. Ética a Nicômaco. (edição bilíngue português-grego)Tradução de Dimas de Almeida. Lisboa: Edições Universitárias Lusófonas, 2012.